# Reinhard Waibel
Reinhard Waibel (* 21. Februar 1920 in Neckarsteinach; † 2003 in Gernsheim) war ein deutscher Schifffahrtskaufmann und Schiffseigner. Er war 1946 Gründer der Reederei und Kieswerke Waibel KG die seit 1957 ihren Haupt- und Verwaltungssitz in Gernsheim am Rhein hat.

## Herkunft und Familie
Reinhard Waibel entsprang einem alten Schiffergeschlecht, das seinen Ursprung im Weiler Rainbach bei Neckargemünd hat. Er wurde als Sohn des Schifffahrtsunternehmers Michael Waibel (1883–1962) und der aus dem alteingesessenen Schiffergeschlecht Olbert stammenden Schiffermeistertochter Elisabeth Olbert (1883–1933) in Neckarsteinach geboren. Seine Schwester Katharina heiratete in die bedeutende Reederfamilie Götz ein und seine Tante Elisabetha in die zu den Pionieren der Schifffahrt gehörende Schifffahrtsunternehmerfamilie Boßler. Er war mit der Schifffahrtsunternehmertochter Hannelore Laudenklos verheiratet. Sein Cousin war der Unternehmer Herbert Bossler.

## Unternehmertum

### Anfänge
1946 begann Reinhard Waibel seine unternehmerische Biografie mit dem Motorgüterschiff Liesel, das 270 Tonnen Ladekapazität aufwies, in Neckarsteinach. 1950 folgte das Motorgüterschiff Michael Waibel, dieses ließ Reinhard Waibel zusammen mit seiner Gattin Hannelore und seinem Vater Michael anfertigen. Die MS Michael Waibel fuhr in einem Partikulierbetrieb in Neckarsteinach, den Reinhard Waibel zusammen mit seinem Vater Michael Waibel führte. Den Schwerpunkt dieser unternehmerischen Tätigkeit bildete der Transport von Massen- und Stückgütern auf dem Rhein.
1954 folgte der Schiffsneubau MS Doris Waibel, der 1955 durch den Neubau des Gütermotorschiffes MS Gisela Waibel ergänzt wurde. Die kaufmännische Verwaltung seines Unternehmens legte Reinhard Waibel in die Hände seiner Ehefrau Hannelore.

### Reederei
Durch die Aufnahme dieser neuen Güterschiffe entwickelte sich der Partikulierbetrieb zur Reederei, die ihren Sitz anfangs auch weiterhin in der Schifferstadt Neckarsteinach hatte und als Vorgänger der Waibel KG gilt. Erst 1957 wurde der Unternehmensstandort nach Gernsheim verlegt, da Reinhard Waibel den dortigen Rheinumschlag übernommen hatte. 1959 nahm Reinhard Waibel zusätzlich den Kiesbetrieb in Biebesheim auf. Nun lag die Produktion, der Transport sowie der Verkauf von Kies in seinen Händen.
Anschließend erfolgte durch Reinhard Waibel der Erwerb einer Beteiligung am Fertigbetonwerk in Griesheim und in späteren Jahren kamen Anteile am Gernsheimer Rheinhafen.

## Sonstiges

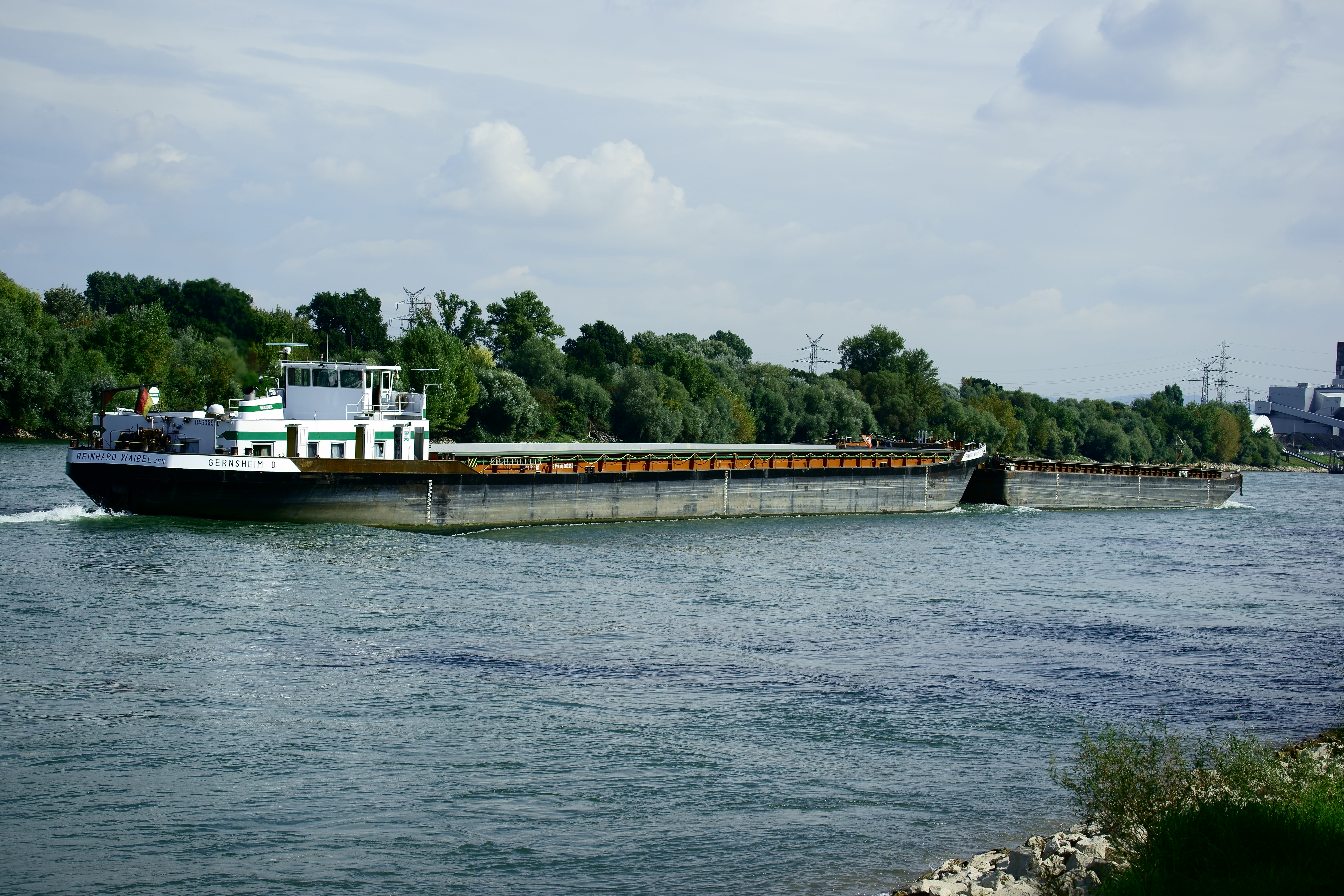
Schubverband MS Reinhard Waibel sen. auf dem Rhein bei Mannheim

Reinhard Waibel ist das 1989 auf der Werft Ebert und Söhne erbaute Gütermotorschiff Reinhard Waibel sen. gewidmet. Die Geschäfte der Waibel KG führen seine drei Kinder gemeinschaftlich fort.
Weiterhin trat Reinhard Waibel als Mäzen für wissenschaftliche sowie archäologische Arbeiten auf und betätigte sich bei der Deutschen Keramischen Gesellschaft. Reinhard Waibel gehörte dem über 800 Jahre alten Schifferverein Neckarsteinach e. V. zunächst als Mitglied und anschließend als Ehrenmitglied an.